# 曾筠芯
曾筠芯（Cindy，1998年4月10日—），臺灣女創作歌手，詞曲創作《長大以後》在YouTube獲得近800萬的次數。唱歌作品《放在心上》獲得孝親獎銀獎 。在2018年12月，發行了第一張全創作專輯《尋島》。這年，Cindy從一名台南藝術大學應用音樂系的學生，轉身開始穿梭忙碌於宣傳活動。

## 音樂作品

### 專輯
- 2018年《尋島》
- 2019年《分心》

### 單曲
- 《放在心上》 發行日期：2019年5月11日
- 《一起比YA》 發行日期：2019年10月7日

### 專輯製作
- 2018年《Vising拼圖》

## 專輯巡迴簽唱會

### 尋島 專輯簽唱會
| 舉行日期      | 時間  | 地點                   |
| 2019年4月4日  | 21:30 | 台北女巫店             |
| 2019年4月12日 | 20:30 | 屏東山羊飯館           |
| 2019年4月13日 | 20:00 | 新竹江山藝改所         |
| 2019年4月19日 | 21:00 | 台南Room335            |
| 2019年4月20日 | 22:00 | 花蓮Allstar Live House |
| 2019年4月21日 | 20:00 | 高雄岩石音樂           |